# خزعة جلدية
خزعة جلدية أو خزعة الجلد (بالإنجليزية: Skin biopsy)‏ هي خزعة يتم فيها إزالة آفة جلدية لإرسالها إلى أخصائي علم الأمراض لفحصها ثمَ تشخيصها مجهريًا. عادةً ما تؤخذ الخزعة تحت تخديرٍ موضعي في مكتب الطبيب، وتظهر النتائج خلال 4 إلى 10 أيام. غالبًا ما تُجرى من قبل أخصائي جلدية، ويُمكن لطبيب العائلة، والباطنة، والجراحين، والتخصصات الأخرى القيام بها. يُمكن أن تُشخص الخزعة بشكلٍ خاطئ، لذلك يجب تزويد أخصائي علم الأمراض بمعلوماتٍ سريرية مُناسبة، مما يجعل تفسيره للخزعة محدودًا في عدة خيارات، لذلك قد يتخلى بعض الأطباء والمرضى عن إجراء الخزعة التقليدية واستبدالها بجراحة موس.
هُناك 3 أنواع رئيسية من الخزعات الجلدية: خزعة حلاقة، وخزعة بالمقراض، وخزعة استئصالية، وخزعة اقتطاعية، ويعتمد اختيار نوع الخزعة على التشخيص المُحتمل للآفة الجلدية. في مُعظم الخزعات، يجب الحصول على موافقة المريض وتخديره (غالبًا باستعمال الليدوكائين في الجلد).[بحاجة لمصدر]